# West Coker
West Coker – wieś w Anglii, w hrabstwie Somerset, w dystrykcie (unitary authority) Somerset. Leży 60 km na południe od miasta Bristol i 191 km na zachód od Londynu. W 2002 miejscowość liczyła 2060 mieszkańców.